# Боливийское космическое агентство
Боливийское космическое агентство (БКА) (англ. Bolivian Space Agency, BSA; исп. Agencia Boliviana Espacial, ABE) — организация, ставящая перед собой задачи развития высоких технологий, человеческих ресурсов, подготовки и применения спутниковых коммуникационных программ в сфере образования, обороны, медицины и метеорологии в Боливии. Согласно государственному стандарту, Боливийские космическое агентство является «децентрализованным государственным учреждением публичного права с собственной правовой и административной автономией».
10 февраля 2010 года президент Боливии Эво Моралес подписал приказ № 423 о создании Боливийского космического агентства. Агентство будет формироваться из представителей шести министерств, которые будут назначаться президентом страны. Высшим органом в БКА будет Генеральный директор. Правительство на первом этапе инвестирует в новое агентство один миллион долларов США; в дальнейшем агентство будет финансироваться за счет государства, пожертвований и иностранных кредитов. Общая сумма вложений в первую космическую программу оценивается в 300 млн долларов США. Первым главой агентства стал Иван Самбрана (Iván Zambrana).

## Спутник «Тупак Катари»
В октябре 2009 года боливийское правительство, Китайская корпорация аэрокосмических наук и технологий и Международный союз электросвязи подписали меморандум о постройке и выводе на орбиту спутника связи.
Первый боливийский космический аппарат сконструирован на основе китайской спутниковой платформы DFH-4, в его разработке приняли участие специалисты из КНР. Работы по созданию спутника начались в марте 2010 года, а запуск произошёл 22 декабря 2013 года с китайского космодрома Сичан. Спутник был назван в честь Тупака Катари — индейца племени аймара, возглавившего в 1780 году восстание против испанских колонизаторов.